# M'bour
M'bour (in wolof Mbuur) è una città del Senegal di 252 645 abitanti, situata nella Regione di Thiès e capoluogo del Dipartimento di M'bour. Si trova a 83 km a sud di Dakar e a 5 km dalla località balneare di Saly Portudal.

## Geografia e clima
La città si trova sul mare, nella Petite Côte. Si affaccia ad ovest sull'Oceano Atlantico e confina al nord con il Comune di Saly Portudal.
M'bour subisce l'influenza del vento marittimo e della corrente fredda delle Isole Canarie, che danno alla città un clima relativamente mite. Le temperature medie variano tra i 20 °C e i 35 °C, mentre la media annuale si attesta sui 26 °C. Le temperature più basse si percepiscono tra gennaio e febbraio, dove si arriva fino ai 16 °C, mentre tra marzo e ottobre si percepisce fino ai 35 °C. Le ore di sole variano tra le 8 e le 9 ore al giorno.

## Storia
Nel 1926 M'bour era una piccola cittadina sottoposta a un francese di nome Alexandre. Il primo Amministratore-Sindaco fu Monsieur Amar, che fu supportato da una commissione municipale composta da cittadini e soggetti francesi. I francesi continuarono a guidare il Comune fino al 1958. La nomina del primo Sindaco del Comune di M'bour, Ibou Kebe, avvenne nel 1958. Egli ricoprirà tale ruolo fino all'indipendenza del Senegal, avvenuta nel 1960.

## Economia

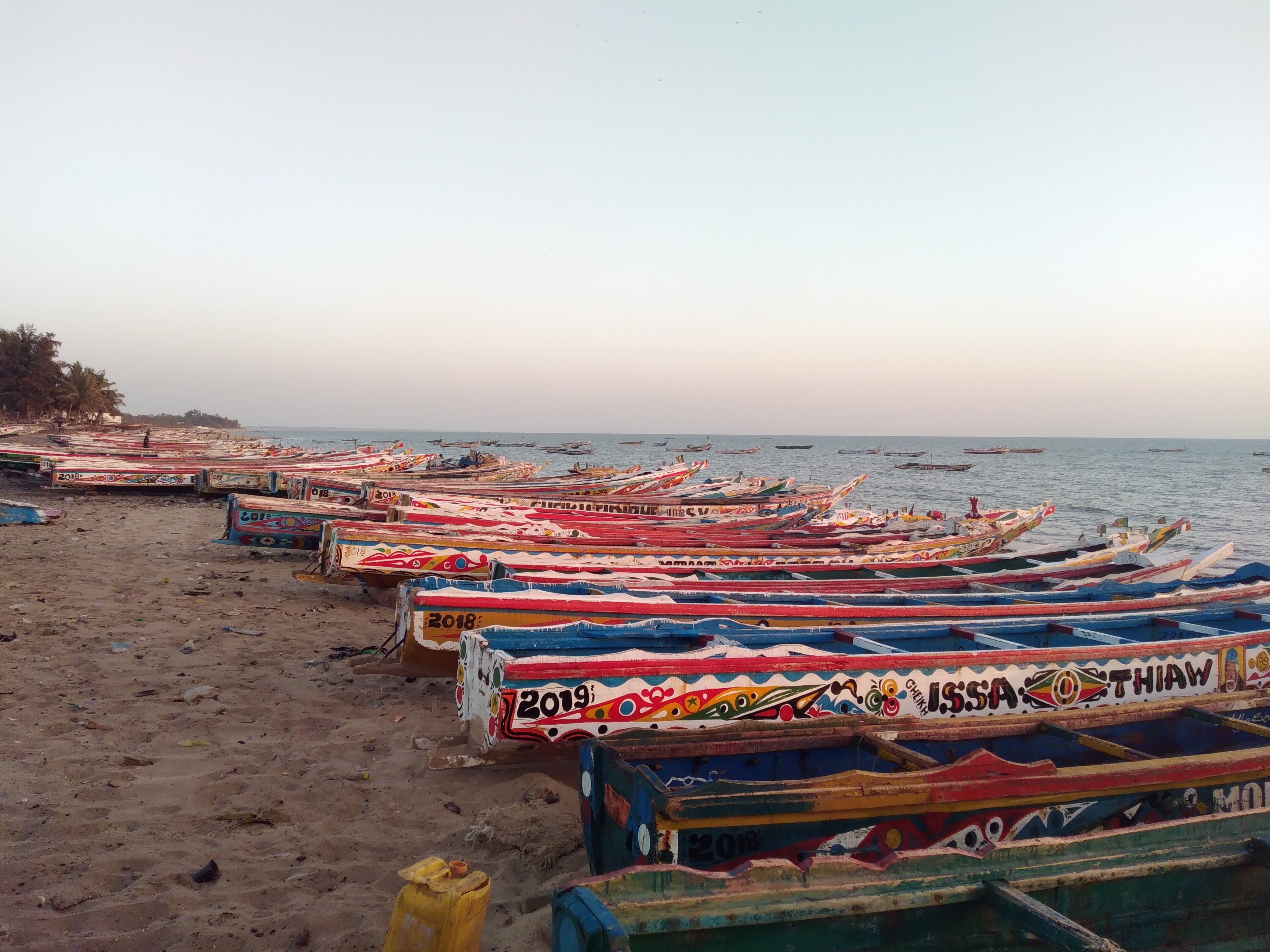
Piroghe di Mbour

L'economia di M'bour si è sviluppata principalmente nel settore della pesca, del turismo e dell'artigianato. La pesca è la principale fonte di ricavi per la popolazione.

### Pesca

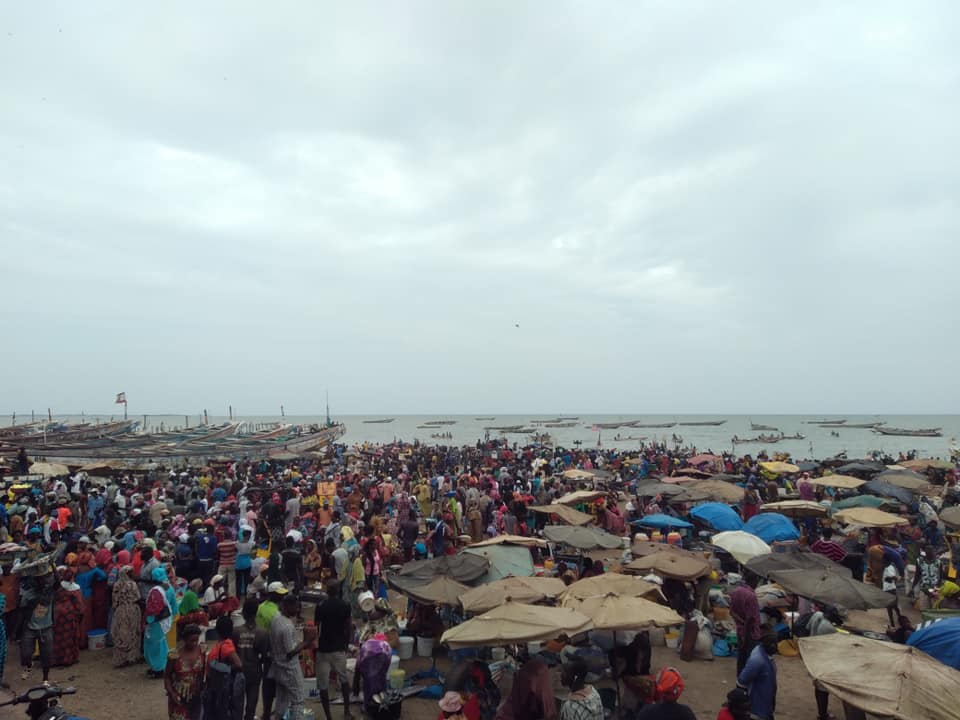
Arrivo dei pescatori al porto di Mbour

Il Comune di M'bour contribuisce al 40% della produzione ittica della regione di Thiès.
La pesca è il principale sbocco lavorativo per la popolazione. Si contano circa 11000 pescatori per 1200 piroghe. Numerosi sono anche i lavoratori indiretti: pescivendoli, donne trasformatrici, operai delle unità di trasformazione industriali e delle fabbriche del ghiaccio. Nel 2016, sul totale del pescato, il 38,71% ha avuto come destinazione le pescherie e il commercio di pesce all'ingrosso, il 29,14% la trasformazione industriale, il 16,32% il consumo locale (ossia la vendita del pesce fresco da parte della popolazione femminile al mercato di M'bour e sulla spiaggia) e il 15,84% la trasformazione artigianale condotta dalle donne trasformatrici, sviluppata per sopperire all'insufficienza di attrezzature frigorifere per la conservazione del pesce.

### Turismo
La presenza di rinomati siti turistici nelle immediate vicinanze, come Saly Portudal, Nianning e Somone, permette a M'bour di beneficiare di ricadute economiche e finanziarie. Il personale degli hotel presenti nelle zone limitrofe risiede per lo più a M'bour, che costituisce anche la prima fonte di approvvigionamento di beni e servizi per le strutture alberghiere. Molti giovani di M'bour inoltre lavorano come guide turistiche. Il flusso di traffico costante tra M'bour e Saly testimonia l'importanza delle attività indotte dal turismo per il Comune di M'bour. L'apertura dell'Aeroporto internazionale Blaise-Diagne, nella vicina Diass, costituisce infine un'importante opportunità per il settore turistico.
Importante è anche la manifestazione del "Kankourang", che attira molti turisti. Il rituale celebra la circoncisione all'interno della comunità mandinga di M'bour. Il Kankourang, personaggio mitico ricoperto da cortecce rosse, percorre le strade cittadine sotto forma di figura antropomorfa per proteggere i giovani circoncisi nella loro iniziazione.

### Artigianato
L'artigianato partecipa attivamente alle entrate economiche locali. Sono diffusi gioiellieri, calzolai, scultori, falegnami, sarti e muratori.

## Società

### Evoluzione demografica
Mbour ha una popolazione di 250 000 abitanti per una superficie di 28 km². Si registra una costante crescita demografica, gli abitanti sono infatti raddoppiati tra il 1988 al 1998, passando da 76 000 a 130 000. Il 75,9% dei cittadini ha inoltre meno di 35 anni. Solo il 4,9% supera i 60 anni.

## Infrastrutture e trasporti
La principale via d'accesso alla città è l'autostrada A1 Dakar-M'bour. Il tessuto urbano è attraversato dalla RN 1, una delle principali strade nazionali del Senegal.
I trasporti locali sono gestiti attraverso una precisa organizzazione tra taxi. I potenziali passeggeri comunicano con gesti convenzionali la propria destinazione dal bordo della strada al tassista, quest'ultimo se accetta si ferma a lascia salire i passeggeri. A seconda della distanza c'è un prezzo, che può arrivare a circa 200 CFA a persona se si vuole raggiungere il confinante comune di Saly Portudal. I taxi sono generalmente condivisi tra vari passeggeri che si dividono il costo della corsa.

## Organizzazione in quartieri
Il Comune di M'bour è composto da 27 quartieri: Grand Mbour 1, Mbour Toucouleur, Médine, Mbour Maure, Santessou, Darou-Salam, Mbour Sérére Kao, Thiocé-Ouest, Château d'Eau Sud, 11 Novembre, Téfess, Château d'Eau Nord, Diamaguène I, Escale, Santhie, Zone Résidentielle, Mbour Sérère Souf, Zone Sonatel, Grand Mbour II, Gouye Mouride, Golfe, Médine Extensione, Thiocé-Est, Libertè I, Liberté II, Oncad, Diamanguène II.